# Neolamprologus brichardi
Neolamprologus brichardi е вид лъчеперка от семейство Цихлиди (Cichlidae).

## Разпространение
Видът е разпространен в Бурунди и Демократична република Конго.